# Биоград на Мору
Биоград на Мору (познато још и као Zaravecchia - "Стари Задар") је град у Хрватској, у Задарској жупанији.

## Географија
Биоград, град и лука у северној Далмацији, налази се 28 km јужно од Задра. Смештен је на малом полуострву и копну. На његовој северној страни је увала Бошана а на јужној Солине. Испред града су острва Планац и Св. Катарина (са светиоником). Просечна температура ваздуха у јануару је 7 а у јулу 24,5 °C, с просечним годишњим падавинама од 840 mm. У ували Солине налази се велика јавна, пешчана плажа окружена боровом шумом. Биоград је локални трговачки и прометни центар, с добрим везама према својем залеђу, околним обалним насељима и градићима и острвом Пашманом. Биоград је центар ривијере која обухвата Св. Петар на Мору, Турањ, Св. Филип и Јаков, Биоград, Пакоштане и Драге, као и више насеља на острву Пашману: Ткон, Крај, Пашман, Баротул, Мрљане, Невиђане, Добропољана, Бањ и Ждрелац, и Вргаду на истоименом острву.

## Историја
Биоград на Мору је хрватски краљевски град који се први пут спомиње средином X века, док је у XI веку био седиште хрватских краљева и бискупа. Највећи процват Биоград је доживео као престоница средњовековних хрватских владара, а године 1102. у њему је крунисан и угарски краљ Коломан. Године 1202. Биоград је уточиште бегунцима из Задра, те се назива и Zara vecchia. Од 1409. до 1797. је под влашћу Венеције. Страдао је у млетачко-турским ратовима, а 1521. и 1646. је порушен и запаљен. У 16. и 17. веку у Биограду је средиште хрватске народне војске која је имала велику улогу у ратовима против Турака.
Године 1838. "Стари Задар" је тек "убого село" са 105 домова и 450 становника.
Туристички развој Биограда почео је између два светска рата. Први гости, Чеси, почели су долазити у Биоград током 1920-их. Први хотел саграђен је 1935. на месту данашњег хотела Илирија.

## Становништво
Према попису из 2001. Биоград на Мору је имао 5.259 становника.
Према попису из 2011. године, Биоград на Мору је имао 5.569 становника.

### Град Биоград на Мору

#### Број становника по пописима
| Националност   | 2001. | 1991. | 1981. | 1971. | 1961. | 1953. | 1948. | 1931. | 1921. | 1910. | 1900. | 1890. | 1880. | 1869. | 1857. |
| бр. становника | 5.259 | 5.315 | 4.560 | 3.486 | 2.418 | 2.115 | 1.806 | 1.495 | 1.181 | 1.137 | 1.044 | 796   | 675   | 693   | 649   |

- напомене:

Настао из старе општине Биоград на Мору.

### Биоград на Мору (насељено место)

#### Број становника по пописима
| Националност   | 2001. | 1991. | 1981. | 1971. | 1961. | 1953. | 1948. | 1931. | 1921. | 1910. | 1900. | 1890. | 1880. | 1869. | 1857. |
| бр. становника | 5.259 | 5.315 | 4.560 | 3.486 | 2.418 | 2.115 | 1.806 | 1.495 | 1.181 | 1.137 | 1.044 | 796   | 675   | 693   | 649   |

- напомене:

До 1971. исказивано под именом Биоград.

## Попис 1991.
На попису становништва 1991. године, насељено место Биоград на Мору је имало 5.315 становника, следећег националног састава:
| Попис 1991.‍   | Попис 1991.‍  | Попис 1991.‍ | Попис 1991.‍ | Попис 1991.‍ |
| ------------- | ------------ | ----------- | ----------- | ----------- |
|               |              |             |             |             |
| Хрвати        | Хрвати       |             | 4.488       | 84,44%      |
| Срби          | Срби         |             | 409         | 7,69%       |
| Југословени   | Југословени  |             | 125         | 2,35%       |
| Словенци      | Словенци     |             | 20          | 0,37%       |
| Муслимани     | Муслимани    |             | 11          | 0,20%       |
| Македонци     | Македонци    |             | 10          | 0,18%       |
| Албанци       | Албанци      |             | 7           | 0,13%       |
| Црногорци     | Црногорци    |             | 6           | 0,11%       |
| Мађари        | Мађари       |             | 5           | 0,09%       |
| Италијани     | Италијани    |             | 4           | 0,07%       |
| Немци         | Немци        |             | 4           | 0,07%       |
| Бугари        | Бугари       |             | 3           | 0,05%       |
| Аустријанци   | Аустријанци  |             | 2           | 0,03%       |
| Пољаци        | Пољаци       |             | 2           | 0,03%       |
| Словаци       | Словаци      |             | 2           | 0,03%       |
| Чеси          | Чеси         |             | 2           | 0,03%       |
| Румуни        | Румуни       |             | 1           | 0,01%       |
| остали        | остали       |             | 3           | 0,05%       |
| неопредељени  | неопредељени |             | 146         | 2,74%       |
| регион. опр.  | регион. опр. |             | 10          | 0,18%       |
| непознато     | непознато    |             | 55          | 1,03%       |
| укупно: 5.315 |              |             |             |             |

## Индустрија
Индустрија је базирана на пољопривреди, рибарству и туризму. Биоград је трајектна лука за острво Пашман.

## Споменици и знаменитости
- Завичајни музеј града Биограда на Мору

## Образовање
- Основна школа Марије Ешкиње
- Средња школа Биоград на Мору

## Спорт
Спорски тимови :
- Ватерполо пливачки клуб „Биоград"
- Хрватски фудбалски клуб „Приморац"
- Рукометни клуб „Биоград"
- Атлетски спортски клуб „Маратон"
- Атлетски клуб „Солине"
- Карате клуб „Б"
- Тениски клуб „Биоград"
- Тениски клуб „Ас"
- Једриличарски клуб „Биоград"
- Ронилачки клуб „Албамарис"
- Спортско-риболовно удружење„Подланица“
- Пливачки клуб „Дупин"
- Кошаркашки клуб „Биоград"
- Одбојкашки клуб „Биоград"
- Клуб одбојке на песку „Солине"
- Јет ски клуб „Маестрал"

## Партнерски градови
- Порто Сан Ђорђо
- Кресброн ам Бодензе
- Алба Јулија
- Словенске Коњице